# Maison des Consuls (Luzech)
Pour les articles homonymes, voir Maison des Consuls.
La maison des Consuls est un monument historique situé à Luzech dans le Lot (Région Occitanie).

## Historique
La charte des coutumes de Luzech est donnée à la ville en 1270 par l'évêque de Cahors, Barthélémy de Roux, et instaure un consulat pour la ville.
L'édifice a été inscrit au titre des monuments historiques le 3 mai 1974.

## Description
La maison présente une architecture typique des maisons consulaires du Midi, avec une halle ouverte sur l'extérieur et une tout en façade.